# Satoshi Otomo
Satoshi Otomo (Prefectura de Chiba, Japó, 1 d'octubre de 1981) és un futbolista que el 2014 disputà un partit amb la selecció de les Filipines.